# Поросенков, Павел Фёдорович
Павел Фёдорович Поро́сенков (1912—1976) — советский военный. Участник боёв у озера Хасан, Советско-финской и Великой Отечественной войн. Герой Советского Союза (1940). Лейтенант.

## Биография
Павел Фёдорович Поросенков родился 8 октября (25 сентября — по старому стилю) 1912 года в крестьянской семье в деревне Чупрово Вологодской губернии (ныне деревня Вологодского района Вологодской области Российской Федерации). Русский. Окончил 4 класса начальной школы. Трудовую деятельность начал в местном колхозе. В 1927 году Павел Фёдорович уехал в Гаврилов Посад. Работал землекопом, щебёнщиком, бетонщиком в дорожно-строительной организации, затем трудился на меланжевом комбинате. Окончив курсы десятников, с 1931 года работал на строительстве Петровского спиртового завода в посёлке Петровский Гаврилово-Посадского района Ивановской области.
В ряды Рабоче-крестьянской Красной Армии П. Ф. Поросенков был призван в 1934 году. Служил в 5-м особом строительном батальоне на Дальнем Востоке. Участвовал в строительстве Комсомольска-на-Амуре, где и остался после окончания срочной службы. Работал десятником в строительных организациях города. В связи с обострением внешнеполитической обстановки Павел Фёдорович в июле 1938 года был вновь мобилизован.
С 6 августа 1938 года участвовал в боях у озера Хасан в должности башенного стрелка танка Т-26 32-го отдельного танкового батальона 32-й стрелковой дивизии 39-го стрелкового корпуса Дальневосточного фронта. В начале 1939 года П. Ф. Поросенков вернулся в Вологодскую область. Жил в городе Сокол, работал в Сокольском райдорстрое.
В сентябре 1939 года по частичной мобилизации П. Ф. Поросенков Сокольским районным военкоматом Вологодской области был в третий раз призван в армию и направлен для прохождения службы в формировавшийся в Вологде 95-й стрелковый полк. В ноябре 1939 года полк был переброшен в Мурманскую область и включён в состав 14-й стрелковой дивизии 14-й армии Ленинградского военного округа. В 8 часов утра 30 ноября 1939 года началась Советско-финская война. В первый день Зимней войны подразделения 14-й стрелковой дивизии, перейдя советско-финскую границу, заняли западные территории полуостровов Рыбачий и Средний. 2 декабря 1939 года красноармеец П. Ф. Поросенков участвовал в прорыве вражеской обороны на перешейке, соединяющем полуостров Средний с материком, и во взятии города Петсамо.
В ходе дальнейшего наступления 95-му стрелковому полку была поставлена задача, действуя в оперативном подчинении 104-й горнострелковой дивизии, выйти к населённому пункту Луостари и оказать содействие подразделениям 104-й горнострелковой дивизии, ведущей наступление с рубежей на реке Титовка, в овладении населённым пунктом.
3 декабря 1939 года рота лейтенанта Головина, действуя в авангарде своего полка, при подходе к укреплённой полосе противника наткнулась на финский заслон. Противник шквальным пулемётным огнём заставил роту залечь. В создавшихся условиях красноармеец П. Ф. Поросенков выдвинулся на линию огня и ответным огнём из ручного пулемёта уничтожил вражескую огневую точку, обеспечив дальнейшее продвижение роты. При атаке финских позиций у посёлка Луостари в районе Верхне-Печенгского монастыря Павел Фёдорович шёл впереди своего отделения, личным примером увлекая бойцов на выполнение боевой задачи. В ходе боя рота захватила позиции финской артиллерийской батареи, отбив у противника 3 орудия и два станковых пулемёта. Финны пытались вернуть батарею, бросив в бой превосходящие силы, но бойцы роты, заняв круговую оборону, продолжали сражаться в полном окружении. Дважды советские солдаты поднимались в штыковые атаки и отбрасывали врага на исходные позиции. В бою погиб командир роты, погиб политрук В. Д. Капустин, другие командиры и солдаты.
После ранения командира взвода, красноармеец П. Ф. Поросенков принял командование оставшейся в строю группой из 24 бойцов на себя, назначил двух помощников - командиров отделений, приказал подсчитать и перераспределить боеприпасы, отправил одного красноармейца в тыл за подкреплением и организовал оборону на придорожной высоте. Отряд был атакован с трёх сторон превосходящими силами финской пехоты, но удержал занимаемый рубеж до подхода основных сил полка. 3 декабря 1939 года населённый пункт был взят. За мужество, проявленное в бою, приказом командира 104-й горнострелковой дивизии Павлу Фёдоровичу было присвоено воинское звание младшего комвзвода.

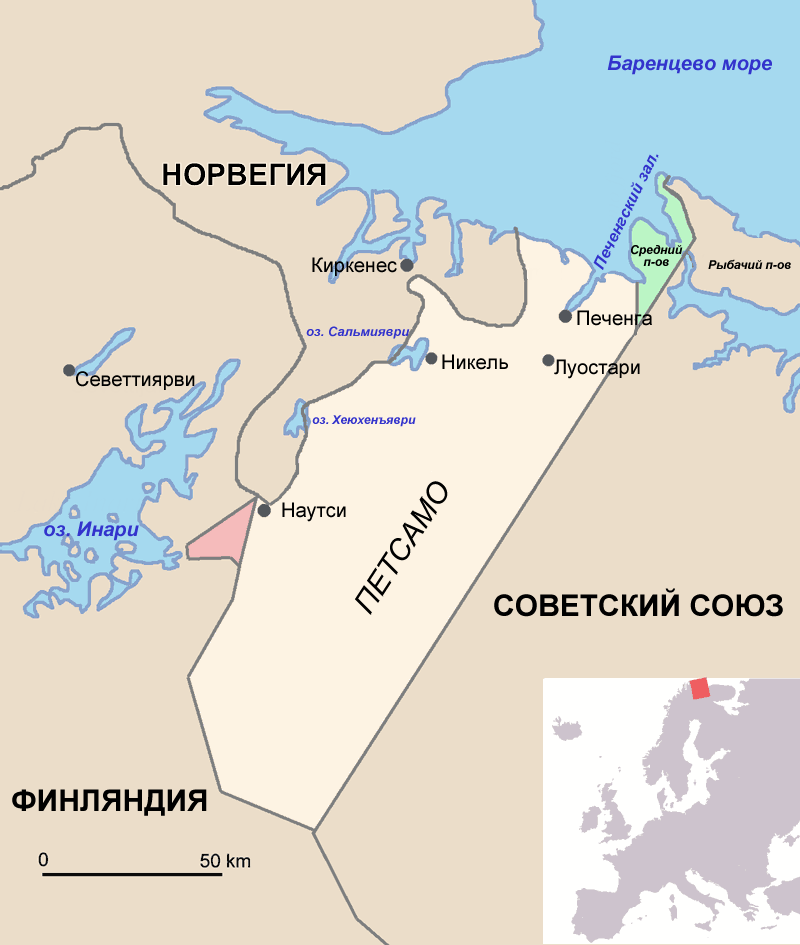
Зона боевых действий 95-го стрелкового полка

После взятия посёлка Луостари 95-й стрелковый полк вернулся на полуостров Рыбачий в состав 14-й стрелковой дивизии, где находился до конца войны. Указом Президиума Верховного Совета СССР от 5 февраля 1940 года младшему командиру Поросенкову Павлу Фёдоровичу было присвоено звание Героя Советского Союза.
В марте 1940 года после окончания Советско-финской войны Павла Фёдоровича направили на учёбу в 1-е Московское пехотное училище имени Верховного Совета РСФСР, курсантом которого он являлся на начало Великой Отечественной войны.
В сентябре 1941 года состоялся ускоренный выпуск курсантов училища, и лейтенант П. Ф. Поросенков получил назначение на должность командира взвода 1089-го стрелкового полка 322-й стрелковой дивизии 10-й резервной армии. В боях с немецко-фашистскими захватчиками Павел Фёдорович с 30 ноября 1941 года. В составе 10-й армии участвовал в Тульской и Калужской операциях Московской битвы, освобождал города Венёв и Белёв. С 25 января 1942 года лейтенант П. Ф. Поросенков занимал должность заместителя командира роты. В марте 1942 года в боях на жиздринском направлении Павел Фёдорович был тяжело ранен и эвакуирован в госпиталь в город Юрьев-Польский. Врачам пришлось ампутировать ему обе ноги, и после излечения П. Ф. Поросенков был комиссован.
Павел Фёдорович тяжело переживал свою инвалидность и даже не предпринимал попыток воссоединиться со своей семьёй. До 1947 года он жил в Москве, работал на мебельной фабрике № 2. Затем скитался по стране, перебиваясь случайными заработками. Лишь в 1952 году он приехал в посёлок Санчурск Кировской области, где после войны проживала его жена Анна Тимофеевна с дочерями Тамарой и Галиной. В середине 50-х годов П. Ф. Поросенков устроился на работу в Илийскую геофизическую экспедицию и уехал в Казахстан, куда вскоре перевёз всю семью. После закрытия экспедиции в 1962 году поселился в селе Коктал Панфиловского района Алма-атинской области Казахской ССР. Работал в овцеводческом совхозе. 3 января 1976 года Павел Фёдорович скончался. Похоронен в селе Коктал Республики Казахстан.

## Награды
- Медаль «Золотая Звезда» (05.02.1940);
- орден Ленина (05.02.1940);
- медали.

## Документы
- Общедоступный электронный банк документов «Подвиг Народа в Великой Отечественной войне 1941—1945 гг.» Дата обращения: 15 декабря 2012. Архивировано из оригинала 13 марта 2012 года.

Представление к званию Героя Советского Союза. Дата обращения: 15 декабря 2012. Архивировано 18 января 2013 года.
- Обобщенный банк данных «Мемориал». Дата обращения: 15 декабря 2012. Архивировано из оригинала 10 мая 2012 года.

ЦАМО, ф. 33, оп. 11458, д. 568. Дата обращения: 15 декабря 2012. Архивировано 18 января 2013 года.
ЦАМО, ф. 33, оп. 11458, д. 254. Дата обращения: 15 декабря 2012. Архивировано 18 января 2013 года.
ЦАМО, ф. 33, оп. 563786, д. 5. Дата обращения: 15 декабря 2012. Архивировано 18 января 2013 года.
Запрос Кировского ОВК. Дата обращения: 15 декабря 2012. Архивировано 18 января 2013 года.